# ماریان کاسپژیک
ماریان کاسپژیک (انگلیسی: Marian Kasprzyk؛ زادهٔ ۲۲ سپتامبر ۱۹۳۹) بوکسور اهل لهستان است.